# Kalverpolder
De Kalverpolder is een polder van 170 ha in het noorden van Zaandam die grotendeels bestaat uit veenweiden. In het westen ervan bevindt zich de Zaanse Schans. De polder is een beschermd natuurgebied.
In het zuidoosten van deze polder ligt de buurtschap Haaldersbroek. De polder wordt in het zuiden begrensd door de waterloop Braak, die in de Poel, een zijwater van de Zaan, uitkomt. Aan de overkant van deze waterloop vindt men de buurtschap 't Kalf. In het oosten grenst de polder aan de Zaan, ten noorden aan de Engewormer en ten westen ervan vindt men de Wijdewormer. De polder wordt meestal buiten de buurtschap Haaldersbroek en de Zaanse Schans ook geduid als poldergemeenschap, deze wordt ook wel geduid als polderbuurt, polderbuurtschap en buurtschap, hoewel er nauwelijks bewoning is.

## Geschiedenis
Oorspronkelijk was dit een enkele meters boven de zeespiegel gelegen veengebied, het Hollandveen, dat vanaf de 11e eeuw werd ontgonnen, waartoe ontwateringssloten werden gegraven. Het huidige Laarzenpad vormt een scheiding tussen twee gebieden. Ten westen ervan lopen de sloten bijna oost-west, en ten oosten ervan bijna noord-zuid. Deze twee gebieden behoorden waarschijnlijk tot verschillende koggen, de toenmalige bestuurlijke eenheden. Later werd het gebruikt als kerkpad tussen Oostzaan en Wormer.
Op het einde van de 12e eeuw vonden echter ook een aantal overstromingen plaats, waarbij onder meer de Enge en Wijde Wormer zijn ontstaan. De Kalverpolder werd toen niet door de zee bereikt. Hierna moest men dijken aanleggen of versterken. Zo werd de Saenderdam en Hoge Dijk te Zaandam aangelegd, de Lage Dijk ten westen van de Kalverpolder, en de Schinkeldijk in het zuiden.
Vanaf ongeveer het jaar 1400 nam de bewoning toe, met name in Haaldersbroek en 't Kalf, terwijl in 1572 begonnen werd met de aanleg van een schans die tegen de Spanjaarden was gericht. De leiding hiervan had Diederik Sonoy. Deze bevond zich aan de waterkant tussen de Zaan en de Poel, op een plaats waar tegenwoordig fabrieken staan. Deze heette de Zaanse Schans of Kalverschans. Zij was gebouwd in de vorm van een zespuntige ster. De Staatse bezettingsmacht viel vrouwen lastig en stal van de boeren. Sonoy maande uiteindelijk de mannen zich beter te gedragen en richtte zelfs een galg op om duidelijk te maken dat het menens was. Toen hielden de misdragingen op. Maar ook de Spanjaarden kwamen geregeld langs om te brandstichten en mensen gevangen te nemen die dan tegen losgeld werden vrijgelaten. Na 1574 waren de oorlogshandelingen voorbij.
De welvaart nam toe, en er werden in de omgeving van de Kalverpolder een aantal droogmakerijen gerealiseerd, zoals de Beemster (1612), de Purmer (1622) en de Wijdewormer (1626). Dit zorgde voor een stijgend waterpeil in de Kalverpolder en dus voor wateroverlast. In 1634 werd de Engewormer drooggelegd, en daardoor werd het nodig om de Kalverlanden te bedijken, waarbij voorwaarde was dat de Braak niet zou worden afgesloten. De aanleg van de Kalverringdijk werd voltooid in 1638, waardoor de Kalverlanden een polder werd. In de dijk waren drie sluizen om schepen door te laten. Van deze sluizen heeft er één dienstgedaan tot 1764. Later is op een andere plaats de Kalversluis gebouwd.
De bemaling vond plaats met een windmolen, die de Poelmolen heette en later de Pinksternakel, wat een verbastering is van Pastinaak (Pastinakel). In 1869 werd deze voorzien van een vijzel en in 1913 werd de windaandrijving afgebroken en vervangen door een oliemotor die een pomp in werking bracht. Deze voldeed niet en werd uiteindelijk door de Amerikaanse roosmolen vervangen. Door bemaling is de bodem sterk ingeklonken en deze ligt nu ongeveer 1 meter beneden NAP.
Er was en is ook industrie in de Kalverpolder, waaronder een cacaofabriek. Vroeger stond er ook een lakfabriek van Jacob Vis en scheepswerf De Zon. De lakfabriek heeft gezorgd voor enige bodemverontreiniging op een beperkt gebied.
Omstreeks 1938 werd de Leeghwaterweg aangelegd, een autoweg met fietspad die het zuidelijk deel van de polder afsnijdt van de rest. Aan deze weg liggen, naast de Zaanse Schans, de gebouwen van het Zaans Museum en het Sint Michaël College. Een plan om de polder verder te bebouwen werd in de jaren zestig weggestemd.

## Cultuurmonumenten
Niet alleen de polder en haar oude indeling vormt een cultuurmonument, maar op het gebied van de Kalverpolder zijn een groot aantal cultuurmonumenten te vinden, waaronder
- De Zaanse Schans met zijn reeks molens en Zaanse huisjes,
- Het Zaans Museum,
- Buurtschap Haaldersbroek,
- Roosmolen Herkules.
- Kaatmolen
- Vanaf de Zaanoever heeft men een goed uitzicht op het beschermde dorpsgezicht Gortershoek te Zaandijk.

## Natuur en landschap
Een groot deel van de polder is in beheer bij Staatsbosbeheer. Men vindt er rietlanden en opslag van elzenbroekbos. Een deel van het natuurgebied is aangemerkt als beschermd Natura 2000-gebied onder de naam Wormer- en Jisperveld & Kalverpolder.
In de Kalverpolder komt de vroege glazenmaker (Aeshna isoscelesis) voor. Deze libel komt vrijwel alleen in veenweidegebieden voor en dus vrijwel alleen in Holland. De Nederlandse populatie is daarom de grootste van Europa. Van de bijzondere planten kan het goudknopje (Cotula coronopifolia) worden genoemd, dat in groten getale in het westelijke deel van de polder is te vinden.
Er broeden in de Kalverpolder veel weidevogels, zoals de grutto. Door de verruiging van het gebied, ten gevolge van niet-agrarisch beheer, neemt het aantal broedende vogelsoorten toe, maar neemt het aantal weidevogels af.
Op een aantal hoger gelegen percelen vindt afspoeling van voedingsstoffen plaats en kan zich veenmosrietland ontwikkelen, dat uiteindelijk kan overgaan in natte heide, wat een waardevol en zeldzaam vegetatietype is.

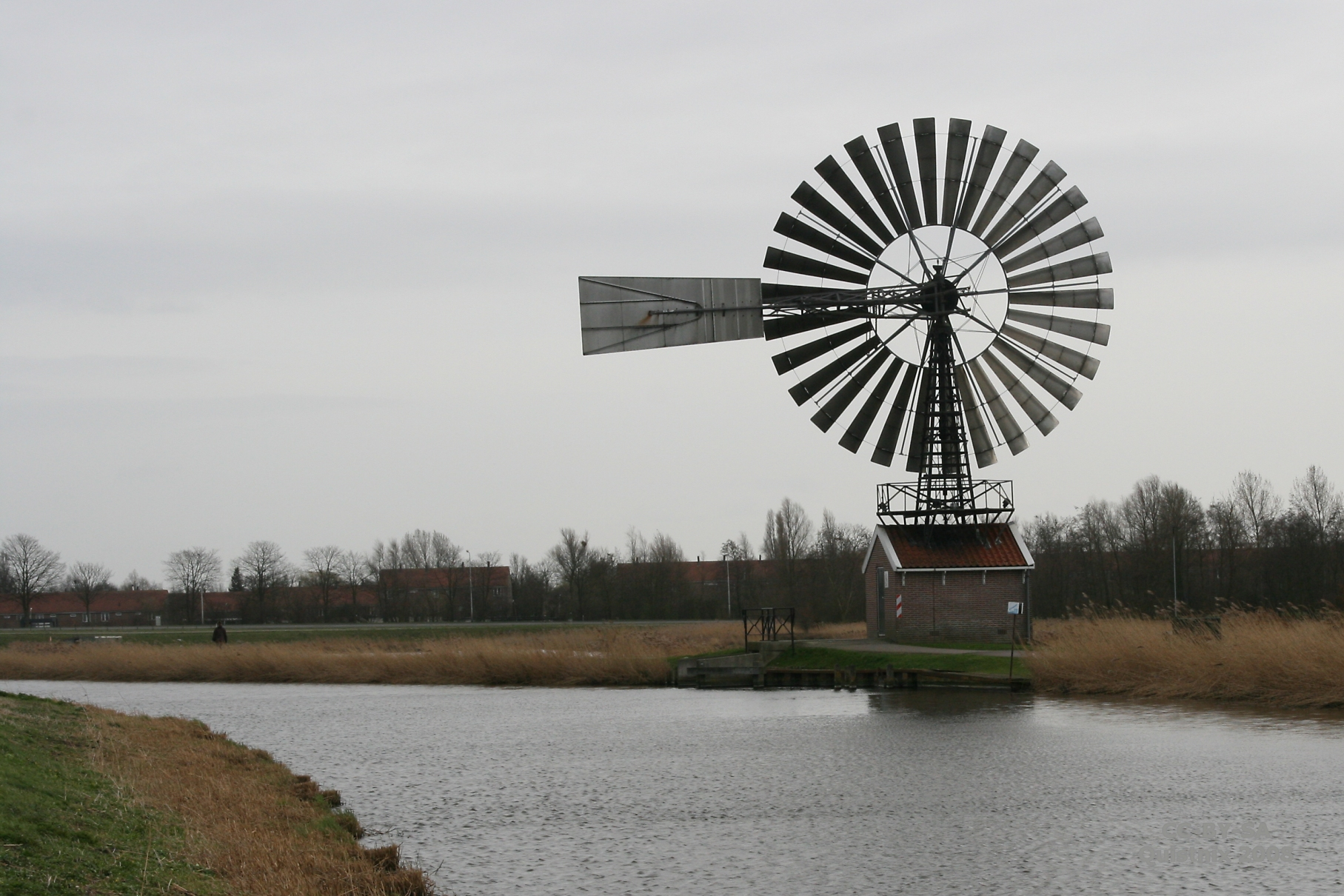
Zaanse Roosmolen
CBS wijkindeling: locatie in de gemeente Zaandam